# Ударник (трудящийся)

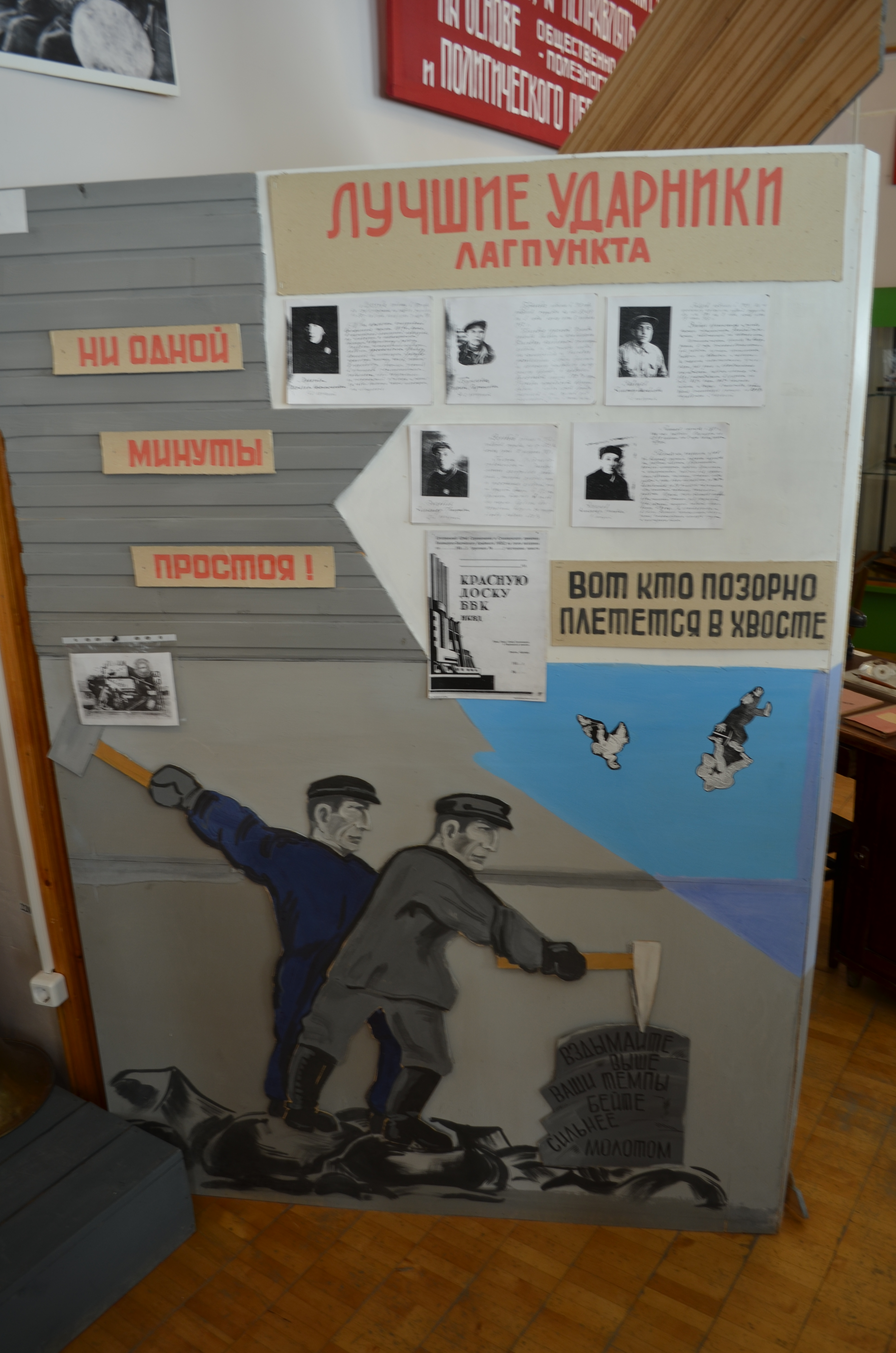
«Лучшие ударники лагпункта». Доска почёта и доска позора. Мотивационные материалы агитпропа из Медвежьегорского лагеря

Уда́рник — работник, демонстрирующий повышенную производительность труда. Это понятие зародилось в СССР в годы первых пятилеток. 
Слово связано с выражением «ударный труд», то есть труд с полным напряжением сил, ориентированный на превышение установленных норм и сроков. Также было распространено выражение «ударная бригада». Движение ударничества было важным средством идеологического воздействия. Имена ударников, достигших наиболее впечатляющих результатов, широко использовались в качестве примера для подражания (шахтёр Алексей Стаханов, машинист паровоза Пётр Кривонос, трактористка Паша Ангелина, сталевар Макар Мазай, комбайнёр Александр Фрайденберг и многие другие), они получали высшие правительственные награды, их выдвигали в выборные органы власти и т. п.
К 1970-м — 1980-м годам ударничество в СССР в большой степени превратилось в формальность, мало напоминавшую энтузиазм первых пятилеток и послевоенного строительства.
Терминология в настоящее время используется в КНР и КНДР.

## Ударник пятилетки
В течение нескольких пятилеток существовали знаки «Ударник пятилетки», которыми награждались отличившиеся трудящиеся. Всесоюзный центральный совет профессиональных союзов издавал постановления о форме нагрудного знака, процедуре награждения, требованиях, предъявляемых к награждаемым и тому подобное.

## В культуре
В романе Михаила Шолохова «Поднятая целина» Кондрат Майданников по своему разумению объясняет смысл слова:
Кондрат уже придремал, когда жена забралась к нему под зипун, толкнула в бок, спросила: 
      — Кондраша, Давыдов тебя повеличал… Вроде бы в похвальбу… А что это такое — ударник? 

      Кондрат много раз слышал это слово, но объяснить его не мог. «Надо бы у Давыдова разузнать!» — с лёгкой досадой подумал он. Но не растолковать жене, уронить в её глазах своё достоинство он не мог, а потому и объяснил, как сумел: 
      — Ударник-то? Эх ты, дура-баба! Ударник-то? Кгм… Это… Ну, как бы тебе понятней объяснить? Вот, к примеру, у винтовки есть боёк, каким пистонку разбивают — его то же самое зовут ударником. В винтовке эта штука — заглавная, без неё не стрельнёшь… Так и в колхозе: ударник есть самая заглавная фигура, поняла?

## Нагрудные знаки
|  |  |  |  |  |